# Mariano Montilla
Mariano Montilla, né le 8 septembre 1782 à Caracas et mort le  22 septembre 1851 dans la même ville, est un militaire vénézuélien ayant participé aux guerres d'indépendance du Venezuela et de la Colombie.

## Biographie

### Jeunesse
Montilla naît à Caracas. Jeune, il rejoint l'Espagne. En 1801, sous le commandement de Manuel Godoy, il combat dans la guerre entre l'Espagne et le Portugal et est blessé à la bataille d'Olivenza. Il retourne ensuite à Caracas. En 1808, il est actif dans le mouvement indépendantiste qui émerge au Venezuela. En 1810, il est envoyé en Jamaïque et à Curaçao pour répandre les nouvelles des évènements au  Venezuela. Plus tard dans la même année, il est nommé commandant d'un escadron de miliciens volontaires des vallées du río Aragua. Il est subordonné d'abord au Marquis del Toro, puis à Francisco de Miranda. En 1811, il combat les insurgés à Valencia. Entre 1811 et 1812, il se retire à Philadelphie aux États-Unis pour recouvrer la santé.

### Guerres d'indépendance
Après la campagne de 1813, Mariano Montilla rejoint les forces de Simón Bolívar et est engagé dans de nombreuses batailles entre 1813 et 1814. En 1814, défait par les royalistes, il est contraint d'émigrer vers Carthagène des Indes, en Nouvelle-Grenade, où il prend part à la défense de la ville contre le siège imposé en 1815 par le général espagnol Pablo Morillo. Il est nommé gouverneur militaire de la ville et promu colonel en 1815. Lorsque la cité tombe, le 6 décembre 1815, Montilla s'enfuit vers Haïti, et par la suite aide Simón Bolívar dans l'expédition naval ratée de Los Cayos. Après une période passée aux États-Unis, il prend le commandement de l'île de Margarita en 1817, à partir de laquelle il dirige des campagnes contre Barcelona et Cumaná.
En 1820, à Margarita, il prend sous son commandement la légion irlandaise arrivée de Dublin l'année précédente sous le commandement de William Aylmer (en) et Francis O'Connor (en). Il commande dans les batailles de Fonseca, Tablazo et Molino, la retraite de Valledupar et la bataille victorieuse de Laguna Salada. Plus tard dans l'année 1820, il débarque à Sabanilla, dans la province de Carthagène des Indes, ouvre le port au commerce, défait les royalistes à Pueblo Nuevo et établit la communication avec les forces de Bolivar à l'intérieur de la Nouvelle-Grenade.
En septembre 1821, il est promu général de brigade et le 22 octobre de la même année conduit le siège de Carthagène  assisté par les forces navales de l'amiral José Prudencio Padilla. La ville tombe le 1er octobre 1821 après un siège de 159 jours. Parmi les défenseurs qui se rendent figure le général de brigade Gabriel Torres, commandant des forces royalistes. Les patriotes mettent la main sur d'importants stocks de poudre, munitions, fusils et canons de campagne. Cet episode clôt la campagne navale et fluviale qui finit de libérer la côte Caraïbe de la Nouvelle-Grenade.
En 1823, Maracaibo tombe aux mains du maréchal espagnol Francisco Tomás Morales (es). Montilla marche vers Riohacha pour établir une base d'opérations pour la libération de Maracaibo, qui est effectuée lors de la bataille navale livrée le 24 juillet 1823 qui chasse définitivement les Espagnols du continent.

### Fin de carrière
En 1824, Montilla est nommé commandant général du département de Zulia et promu général de division. L'année suivante il retourne à Carthagène où il sert en tant que commandant du département de Magdalena.
En 1828, il est nommé chef suprême des départements de l'Isthme (Panama), Magdalena et Zulia. En 1830, il est impliqué dans le mouvement qui soutient la candidature de Rafael Urdaneta en tant que président de Grande Colombie. En conséquence, en janvier 1832, le ministre de la Guerre et de la Marine de la République de Nouvelle-Grenade fait passer un décret qui désigne Montilla comme un traître et l'expulse de Nouvelle-Grenade. Toutefois, en janvier 1833, le Congrès l'autorise à revenir et en novembre 1833, Montilla est nommé ministre plénipotentiaire pour restaurer les relations amicales avec l'Angleterre et la France et faire reconnaître à l'Espagne l'indépendance du Venezuela.
Montilla meurt le 22 septembre 1851 à Caracas. Sa dépouille est transférée en 1896 au Panthéon national de Caracas.